# Jos Heyligen
Jozef „Jos“ Heyligen (* 30. Juni 1947 in Ham) ist ein ehemaliger belgischer Fußballspieler und aktueller -trainer.

## Spielerkarriere
Heyligen begann seine Erwachsenenkarriere beim KFC Diest und wechselte über diesen sowie dem K Beerschot VAC und Royal Antwerpen im Jahre 1975 zum K Waterschei SV Thor Genk, welcher Jahre später zusammen mit dem KFC Winterslag zum KRC Genk wurde. Nach vier Jahren bei Genk wechselte er 1979 zum FC Beringen. Nach nur einem Jahr ging es wieder zurück zu Genk diesmal zum KFC Winterslag, wo er noch ein Jahr aktiv war. Danach wechselte er für eine weitere Saison zum KVC Westerlo, wo er auch seine erste Trainerstation übernahm. Er konnte in seiner ganzen aktiven Zeit keinen Titel gewinnen.

## Internationale Spielerkarriere
Bei der Fußball-Europameisterschaft 1980 in Italien gehörte Heyligen zum belgischen Kader und wurde ohne einen Einsatz während des Turniers Vizeeuropameister.

## Trainerkarriere
Noch während er seine Karriere als Spieler ausklingen ließ, machte er seine ersten Schritte als Fußballtrainer und ist in diesem Amt bereits bei zahlreichen namhaften belgischen Klubs unter Vertrag gestanden.